# Culicoides leechi
Culicoides leechi är en tvåvingeart som beskrevs av Wirth 1977. Culicoides leechi ingår i släktet Culicoides och familjen svidknott.
Artens utbredningsområde är Kalifornien. Inga underarter finns listade i Catalogue of Life.